# San Gregorio Atzompa
San Gregorio Atzompa es una localidad del estado mexicano de Puebla. Es cabecera del municipio de San Gregorio Atzompa.

## Demografía
| Censo | Población |
| ----- | --------- |
| 1900  | 887       |
| 1910  | 961       |
| 1921  | 1030      |
| 1930  | 1084      |
| 1940  | 1160      |
| 1950  | 1378      |
| 1960  | 1451      |
| 1970  | 1935      |
| 1980  | 2387      |
| 1990  | 2963      |
| 1995  | 3585      |
| 2000  | 3839      |
| 2005  | 3801      |
| 2010  | 4378      |
| 2020  | 5066      |